# كريس موريارتي
كريس موريارتي (بالإنجليزية: Chris Moriarty)‏ (1968)؛ كاتِبة وروائية أمريكية.